# Džemaludin Mušović
Džemaludin Mušović, född 30 oktober 1944 i Sarajevo, är en tidigare fotbollsspelare och fotbollstränare. Han var 2004-2007 förbundskapten för Qatars fotbollslandslag och avslutade sin tränarkarriär 2008 som tränare för Al-Sadd SC.